# Paul Elliott
Paul Elliot (Londra, 18 marzo 1964) è un ex calciatore inglese, di ruolo difensore.

## Carriera
Difensore di notevole statura (188 cm) ebbe il suo momento migliore tra il 1985 e il 1987 quando giocò nell'Aston Villa e ottenne 3 convocazioni nella Nazionale inglese Under 21. Le buone prestazioni lo portarono in Italia a Pisa, dove la squadra locale stava trascorrendo un buon periodo in Serie A. Ma in Toscana l'inglese non confermò le aspettative e nel giugno 1989, complice la retrocessione in Serie B, fu riportato in patria dove giocò ancora qualche anno tra Celtic (Scozia) e Chelsea (inghilterra) prima di ritirarsi nei primi giorni del 1994 a causa di molteplici problemi fisici che nel tempo ne avevano minato le prestazioni.

## Palmarès

### Individuale
- Giocatore dell'anno della SPFA: 1

1991